# 許學 (崇禎進士)
許學（？—？），字汝習，南直隸常州府無錫縣人，明末清初政治人物。

## 生平
崇禎九年（1636年）丙子科中式應天鄉試第四十五名舉人，崇禎十六年（1643年）癸未科會試第二百四十九名，三甲二百八十九名進士，工部觀政，弘光元年（1645年）授廣東廉州府石城縣知縣。

## 家族
曾祖許就蘭，贡元。祖父許騰蛟，辛酉舉人，麗水知縣。父許文俊，冠带儒士。